# Beira
|  | Per a altres significats, vegeu «Beira (antílop)». |

Beira és la segona ciutat més gran de Moçambic, capital de la província de Sofala.
És a la costa de la regió central del país, al Canal de Moçambic, on el riu Pungoé (o Pungwe) desemboca a l'oceà Índic. Se situa a 725 km al nord de Maputo, la capital del país.
Tenia una població de 412.588 persones el 1997, i una estimació de 546.000 el 2006.
Administrativament és un municipi amb un govern local electe. L'actual president del Conselho Municipal da Beira es diu Devis Simango, que fou elegit el 2004 com a representant de la Renamo-UE.
S'hi localitza el port de Beira, regionalment significatiu, ja que actua com a porta de pas de mercaderies tant per la regió interior de la franja central del país, com per les nacions sense costa marítima de Zimbàbue, Zàmbia i Malawi. Al costat del port neix la línia de ferrocarril que comunica amb l'interior fins a Harare (Zimbàbue), que juntament amb la carretera i un oleoducte, constitueixen l'anomenat "Corredor de Beira" d'important rellevància econòmica.
El clima és càlid i humit (tropical - subtropical), la qual cosa, unida a l'existència d'extenses zones humides, fa que hi hagi alta incidència de malària.

## Història

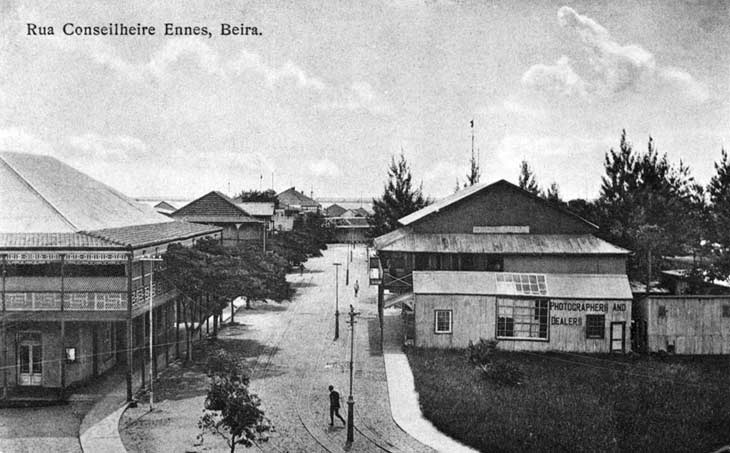
Beira - Carrer Conselheiro Enes - 1905

El 1498 Vasco da Gama, va arribar a l'estuari del riu Pungoé, per veure d'esbrinar les possibilitats auríferes de la regió.
La població fou fundada el 1887 en una àrea coneguda pel nom de Aruângua, com a fort militar. Va rebre inicialment el nom de Chiveve, d'un curs d'aigua local. Aviat va suplantar a la població de Sofala com a principal port de la regió. Sofala havia estat un assentament comercial àrab des del segle x, uns 45 km al sud de Beira.
Té l'estatut de ciutat des del 20 d'agost de 1907. La ciutat va rebre l'actual nom en homenatge a l'hereu de la corona de Portugal, Lluís Felip de Bragança (1887 – 1908), Príncep de Beira, primogènit de Carles I de Portugal.
El seu esdevenir històric a esta lligat al de la regió, principalment marcat pels moviments colonials. Un fet significatiu en aquest sentit, va ser el 1900, quan es va construir la línia ferroviària fins a Salisbury (la moderna Harare).
Amb anterioritat a 1942, data en què es va formar el districte de Beira, antecedent del districte de Manica i Sofala, sota el govern colonial portuguès, Beira era la capital del territori administrat per la Companyia de Moçambic.
Durant el període colonial, Beira se significava per la seva important comunitat anglòfona, i era la destinació turística preferida pels blancs de la veïna Rhodèsia (actual Zimbàbue). Un record d'això és l'antic Grande Hotel, a la façana costanera de l'oceà Índic, que avui dia roman gairebé en ruïnes, però ocupat per centenars de squatters pobres.
Fou el lloc on la Renamo (Resistència Nacional de Moçambic) va tenir més suport durant el període de la guerra civil que va seguir la independència (1977-1992). Actualment que la Renamo és un partit polític nacional reconegut, Beira roman el seu feu més important al país. L'altre partit majoritari al país, i en el poder des de la independència, és el Frelimo (Front d'Alliberament de Moçambic).
L'any 2000, Beira, igual que Maputo i la majoria del sud de Moçambic fou coberta per inundacions. Milions de persones quedaren sense llar i centenars vàrem morir. Les inundacions del 2000 a Moçambic varen tenir un sever impacte negatiu sobre la ja malmesa economia local.
Actualment hi ha una base pesquera important, especialment centrada en la pesca del llagostí, on es significa l'empresa mixta Pescamar, amb participació majoritària del grup espanyol Pescanova i també de l'estat de Moçambic.
Presenta una emergent activitat acadèmica, impulsada especialment per la Universidade Catolica de Moçambique, que hi ha creat una Facultat de Medicina i una d'Economia. La Facultat de Medicina se situa a l'edifici on abans de la independència hi havia un col·legi que regentaven els Germans Maristes.

## Turisme

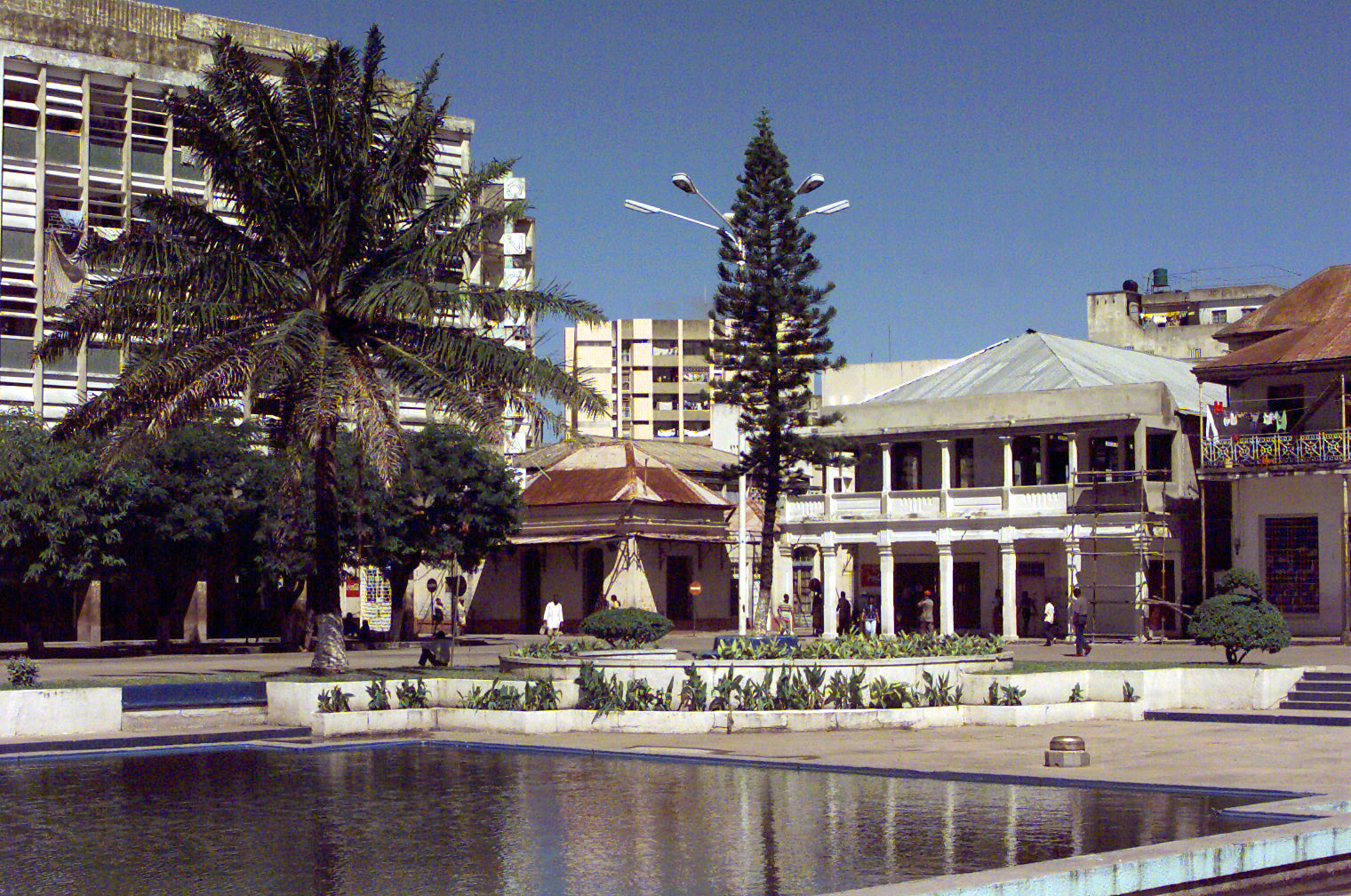
Beira, 2000

Des del punt de vista turístic, la ciutat presenta atractius limitats pel standard d'oci occidental si es busca alguna cosa diferent que la coneixença dels aspectes humans i sòcioculturals.
Disposa d'una extensa línia de costa amb platges de sorra fina. És possible veure les labors de pesca tradicionals dels pescadors, que sovint viuen en grups de cabanes a la mateixa platja, com al nucli que hi ha al nord del far de Macuti.
Els antics barris residencials de l'època colonial i el centre (Baixa) encara presenten de manera significativa moltes cases i edificis amb estat de conservació dolent, seqüeles encara del procés de descolonització i guerra civil, amb tendència però a la progressiva rehabilitació.
Quant a seguretat, és convenient el sentit comú habitual en qualsevol lloc alié, on els turistes són identificats de manera evident. Cal tenir una conducta respectuosa i sense ostentació d'objectes valuosos. De tota manera sembla prudent no sortir de nit si no és en taxi, i portar quelcom de diners a sobre. Evitar portar "electrònica" especialment en zones poc transitades.
- Restaurants: Bique's, Miramar, Clube Nautico, Pappas.
- Hotels: Tivoli, Miramar

## Fites significatives
- Catedral
- Far i Platja de Macuti
- Port de Beira
- Aeroport
- Estació del ferrocarril
- Universidade Catolica de Moçambique
- Grande Hotel
- Mercat del Goto
- Pesca de llagostins

A la regió
- Parc Nacional de Gorongosa
- Savane
- Rio Maria

## Agermanaments
- Bristol, Regne Unit
- Amsterdam, Països Baixos
- Pàdua (Padova), Itàlia
- Coimbra, Portugal
- Porto, Portugal